# Robert Fleischer (Archäologe)
Robert Fleischer (* 16. Januar 1941 in Wien) ist ein österreichischer Klassischer Archäologe.

## Leben
Robert Fleischer studierte von 1958 bis 1963 Klassische Archäologie und Alte Geschichte an der Universität Wien. Nach seiner Promotion in Wien war er Assistent am Österreichischen Archäologischen Institut. Er führte Grabungen in Immurium (Moosham) und Forschungen u. a. in Sagalassos (Pisidien) und Ephesos durch, hier vor allem zu Skulpturen. Er habilitierte sich 1973 mit einer Arbeit zur Artemis von Ephesos in Wien und lehrte anschließend als Universitätsdozent am Institut für Alte Geschichte, Archäologie und Epigraphik der Universität Wien. 1975 wurde ihm der Kardinal-Innitzer-Förderungspreis für Geisteswissenschaften verliehen. 1976/77 vertrat er einen Lehrstuhl an der Universität Bochum. 1977 wurde er als Nachfolger von Frank Brommer an die Universität Mainz berufen, wo er bis zu seiner Emeritierung 2006 lehrte. 1989 war er Kress Lecturer des Archaeological Institute of America und Gastprofessor am Bryn Mawr College, USA. Weitere Feldforschungen führte er in Herakleia Salbake (Karien), Amasya (Pontos) und Termessos (Pisidien) durch.
Robert Fleischer ist ordentliches Mitglied des Deutschen Archäologischen Instituts, war Mitglied von dessen Zentraldirektion und des Fachausschusses der Orient-Abteilung; er ist wirkliches Mitglied des Österreichischen Archäologischen Instituts, Membre associé étranger der Société des antiquaires de France und Corresponding Member des Archaeological Institute of America.

## Veröffentlichungen (Auswahl)
- Antike Bronzestatuetten aus Carnuntum (= Römische Forschungen in Niederösterreich. Bd. 4). Graz 1966.
- Die römischen Bronzen aus Österreich. Mainz 1967.
- Artemis von Ephesos und verwandte Kultstatuen aus Anatolien und Syrien (= Etudes préliminaires aux religions orientales dans l’empire Romain. Bd. 35). Leiden 1973.
- Forschungen in Sagalassos 1972 und 1974. In: Istanbuler Mitteilungen. Bd. 29, 1979, S. 273–307.
- Der Klagefrauensarkophag aus Sidon (= Istanbuler Forschungen. Bd. 34). Tübingen 1983.
- Studien zur seleukidischen Kunst I. Herrscherbildnisse. Mainz 1991.
- mit Inge Domes u. a.: Der Wiener Amazonensarkophag. In: Antike Plastik. Bd. 26, 1998, S. 7–54.
- mit Veronika Moucka-Weitzel: Die römische Straßenstation Immurium-Moosham im Salzburger Lungau (= Archäologie in Salzburg. Bd. 4). Salzburg 1998.
- Griechische Kunst in Iran vor der Partherzeit. In: Wilfried Seipel (Hrsg.): 7000 Jahre persische Kunst. Meisterwerke aus dem Iranischen Nationalmuseum in Teheran: Eine Ausstellung des Kunsthistorischen Museums Wien und des Iranischen Nationalmuseums in Teheran. Kunsthistorisches Museum, Wien 2001, S. 220–226 und 227–229 (Katalognummern 133–134).
- mit Regine Schulz: Figurale Bronzen ägyptischer und griechisch-römischer Art vom Jabal al-'Awd, Jemen. In: Archäologische Berichte aus dem Yemen. Bd. 13, 2012, S. 1–90.
- Die Felsgräber der Könige von Pontos in Amasya (= Istanbuler Forschungen. Bd. 56). Tübingen 2017.